# Foot of the Mountain
Foot of the Mountain (в переводе с англ. — «Подножие горы») — девятый студийный альбом норвежской музыкальной группы a-ha.

## Об альбоме
В российском издании журнала Rolling Stone пластинка получила смешанный отзыв. Дмитрий Ткач в своём обзоре заявил, что альбомы Lifelines (2002) и Analogue (2005) не внесли никаких новых поп-стандартов, но на Foot of the Mountain ситуация изменилась: первая половина диска, по его мнению, заслуживает прокрутки на радио целиком. В отличие от балладных работ последних лет, на альбоме доминируют песни с пронзительным синтезаторном битом, которые вызывают сильное дежавю. Обозреватель выразил мнение, что после «Shadowside» альбом теряет свою силу, а также отметил, что, композиции «The Bandstand» и «Riding The Crest» годятся в наследники «Take on Me».

## Список композиций
| №   | Название                       | Длительность |
| --- | ------------------------------ | ------------ |
| 1.  | «The Bandstand»                | 4:02         |
| 2.  | «Riding The Crest»             | 4:17         |
| 3.  | «What There Is»                | 3:45         |
| 4.  | «Foot Of The Mountain»         | 3:56         |
| 5.  | «Real Meaning»                 | 3:39         |
| 6.  | «Shadowside»                   | 4:59         |
| 7.  | «Nothing Is Keeping You Here»  | 3:18         |
| 8.  | «Mother Nature Goes To Heaven» | 4:09         |
| 9.  | «Sunny Mystery»                | 3:31         |
| 10. | «Start The Simulator»          | 5:12         |

## Позиции в чартах
| Страна         | Место |
| -------------- | ----- |
| Австрия        | 11    |
| Великобритания | 5     |
| Германия       | 1     |
| Европа         | 8     |
| Нидерланды     | 83    |
| Норвегия       | 2     |
| Швейцария      | 12    |
| Швеция         | 45    |
| Япония         | 134   |

## Сертификации
| Страна         | Статус     |
| -------------- | ---------- |
| Великобритания | Серебряный |
| Германия       | Платиновый |
| Россия         | Платиновый |